# Radu Penciulescu
Radu Penciulescu (n. 25 mai 1930, București, România – d. 22 martie 2019, Stockholm, Suedia) a fost un cunoscut regizor de teatru român expatriat în Suedia.

## Biografie
A absolvit Institutul de Artă Teatrală și Cinematografică în 1956, unde i-a avut ca profesori, printre alții, pe George Dem. Loghin și Dina Cocea. Adept al sistemului lui Constantin Stanislavski, Penciulescu a lucrat după absolvire ca regizor angajat la Oradea și Craiova (unde Vlad Mugur tocmai devenise director).

## Activitate teatrală
Între 1964-1969 Penciulescu a fost director al Teatrului Mic din București. În aceeași perioadă a fost profesor la Institutul de Artă Teatrală și Cinematografică (IATC).
Înainte de a părăsi România, a montat spectacole și în București pe scenele teatrelor Mic, Național și Bulandra.
În 1973 s-a stabilit în Suedia unde, din 1988 până la pensionare, a fost profesor la Institutul de Teatru din Malmö la materia interpretare teatrală.
În perioda de directorat a lui Ion Caramitru la Teatrul Național din București, Radu Penciulescu a regizat texte de Dostoievski și Shakespeare 

## Distincții
- Ordinul Meritul Cultural clasa a III-a (6 noiembrie 1967) „pentru merite deosebite în domeniul artei dramatice”[7]
- Ordinul Meritul Cultural clasa a II-a (1971) „pentru merite deosebite în opera de construire a socialismului, cu prilejul aniversării a 50 de ani de la constituirea Partidului Comunist Român”[8]